# Nəsimi (Film)
Nəsimi (russisch Насими Nassimi) ist ein sowjetisch-aserbaidschanischer Geschichtsfilm des Regisseurs Həsən Seyidbəyli aus dem Jahr 1973. Der Film ist dem 600. Jahrestag des gleichnamigen aserbaidschanischen Dichters und Philosophen Nasīmī gewidmet und basiert auf dem historisch-philosophischen Roman Məhşər (deutsch Mehscher) von İsa Muğanna.

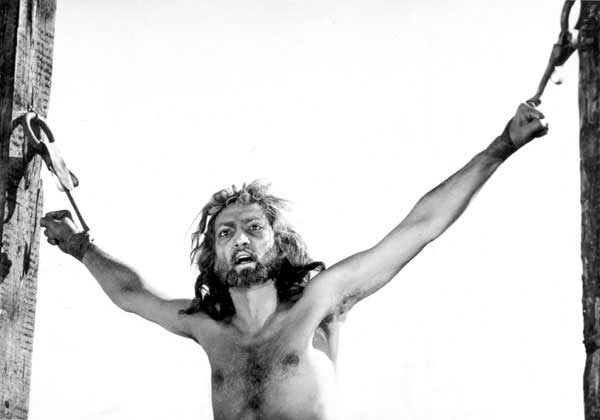
Eine Szene aus dem Film Nəsimi

## Handlung
Der Film berichtet über das Leben und Werk von Nasīmī, der im 14. Jahrhundert gelebt hat. Als Schüler von Fazlallāh Astarābādī, der als Begründer des Hurufismus gilt, wird er zusammen mit seinem Lehrer vom muslimischen Herrscherhaus der Timuriden und der islamischen Geistlichkeit der damaligen Zeit verfolgt. Nach der Hinrichtung seines Lehrers begibt Nasīmī sich auf eine Reise in die Länder des Ostens, wo er in Aleppo wegen der Anschuldigung des muslimischen Klerus auf Anordnung des ägyptischen Sultans hingerichtet wird.
Auf seiner Reise verbreitet Nasīmī die Lehre seines Lehrers weiter und lernt dabei unterschiedliche Persönlichkeiten kennen, zu denen er besondere Beziehungen aufbaut. Seine Handlungen, die den Humanismus, die Liebe oder auch den Glauben betreffen, untermauert er mit lyrischen Gedichten in Form von Ghaselen.

## Faktentreue
Der Film ist eine der ersten und größten Errungenschaften des aserbaidschanischen Schauspielers Rasim Balayev, der die Hauptrolle spielt. In den Jahren 2010 wurden Teile und 2019 wurde der gesamte Film sowohl technisch als auch redaktionell restauriert.

## Besetzung
- Rasim Balayev – Nasīmī
- İsmayıl Osmanlı – Fazlallāh Astarābādī
- Xalidə Quliyeva – Fatima
- Kamal Xudaverdiyev – Yusif
- Yusif Vəliyev – Timur
- Muxtar Maniyev – Miran Schah
- Səməndər Rzayev – Ibrahim Schah
- Tofiq Mirzəyev – Dövlet Bey
- Məmmədrza Şeyxzamanov – Scheich Azim
- Almaz Əsgərova – Schems
- Əbdül Mahmudov – In der Rolle eines Derwisches

## Auszeichnungen
- Von der VII. Filmfestival-Allianz in Baku, wurde der Film im Jahr 1974 als „beste Dreharbeit zu einem historischen Thema“  ausgezeichnet. Rasim Balayev gewann zugleich den zweiten Preis als bester Schauspieler.